# Solasonina
Solasonina es un compuesto químico venenoso. Se trata de un glicósido de solasodina, y es producido en las plantas de la familia Solanaceae. La solasonina formaba parte de los componentes de un fármaco denominado Coramsine, un potencial anticancerígeno experimental que llegó a fase clínica pero cuyo desarrollo se vio interrumpido en el año 2008 por falta de financiación.